# Јуре Франко
Јуре Франко (словен. Jure Franko; Нова Горица, 28. март 1962) је бивши словеначки и југословенски алпски скијаш, најпознатији као освајач сребрне медаље на Олимпијским играма у Сарајеву 1984. године у велеслалому.
Франко је рођен и одрастао у Новој Горици, граду у НР Словенији, у близини границе са Италијом. Такмичио се у слалому, велеслалому, супервелеслалому и комбинацији, и достигао врхунац спортске каријере у сезони 1983/84. На ЗОИ у Сарајеву је 14. фебруара 1984. освојио сребрну медаљу у велеслалому. То је била прва медаља на Зимским олимпијадама за Југославију. Франко се налазио на четвртој позицији након прве трке у велеслалому, а имао је најбрже вријеме у другој трци, што га је у укупном пласману довело на друго мјесто.
Јуре Франко се такмичио и у Свјетском купу, гдје је три пута заузео треће мјесто, а 23. пута је био међу првих 10. Скијање је напустио у сезони 1984/85.